# Krzelów (stacja kolejowa)
Krzelów − zlikwidowana stacja kolejowa w Krzelowie, w Polsce, w województwie dolnośląskim, w powiecie wołowskim, w Polsce.